# Rátz Jenő
Vitéz nagylaki Rátz Jenő (Nagybecskerek, 1882. szeptember 20. – Vác, 1952. január 21.) magyar katonatiszt, honvédelmi miniszter, miniszterelnök-helyettes, felsőházi elnök, országgyűlési elnök.

## Élete
A nemesi származású nagylaki Rátz család sarja. Ősapja, nagylaki Rácz István, 1625. május 25.-én szerzett nemességet Bethlen Gábor erdélyi fejedelemtől. Édesapja, nagylaki Rátz Jakab (1845–1931) édesanyja, Novák Cecília volt. 
Az első világháborúban a fronton harcolt, a Magyarországi Tanácsköztársaság idején visszavonult a szolgálattól, majd 1920-tól belépett a Nemzeti Hadseregbe. 1922-től a honvéd hadiiskolában tanított, majd 1928–1930 között a vezérkar főnökségen teljesített szolgálatot. 1923-ban ezredessé, 1930-ban tábornokká, 1936-ban altábornaggyá léptették elő. 
1935–1936 között a vezérkari főnök helyettese, 1936 október 1-jétől honvéd vezérkari főnök lett. 1938-ban gyalogsági tábornokká léptették elő, majd még ugyanebben az évben honvédelmi miniszter lett az Imrédy-kormányban. A kormány bukása után 1938-tól 1944-ig országgyűlési képviselő volt. A Magyar Megújulás Pártjának pártvezérhelyettese és a Magyar Megújulás Nemzetiszocialista Pártszövetség elnöke. 
1944. március 22-étől július 19-éig miniszterelnök-helyettes, tárca nélküli miniszter volt a Sztójay-kormányban. Emiatt a háború után háborús főbűnösként népbíróság elé állították, majd a Sztójay Döme nevével fémjelzett perben golyó általi halálra ítélték. Az ítéletet életfogytiglani börtönbüntetésre módosították. A börtönben súlyosan legyengült, majd 1952-ben meghalt.

## Művei
- A marnei csata. Előzmények, a német balsiker okai, tanulságok; szerzői, Bp., 1921

## Emlékezete
- Személye megjelenik Kondor Vilmos magyar író Budapest romokban című bűnügyi regényében, ugyancsak mint halálos ítélettel fenyegetett háborús bűnös, lányával, Rátz Erzsébet művészettörténésszel, mint a Szennik György által tervezett Én is hadicél vagyok? című propagandaplakát állítólagos ötletgazdájával együtt.